# ایرباس ای۳۱۰

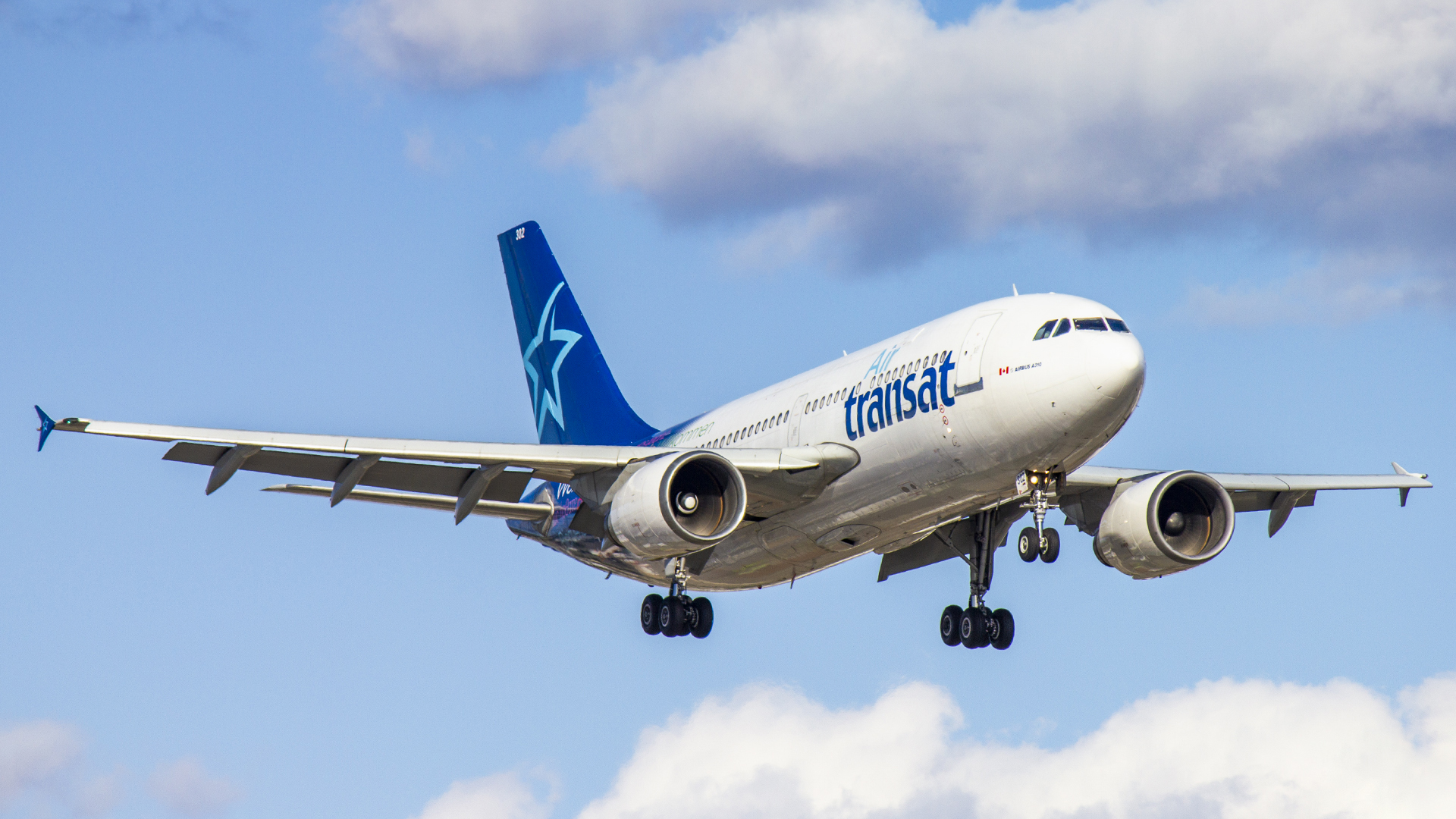
a310ایر ترانست

ایرباس ای-۳۱۰ (Airbus A310) یک هواپیمای پهن پیکر مسافربری برد متوسط تا بلند ساخته شرکت ایرباس است. این هواپیما دومین محصول تولیدی ایرباس و گونهٔ کوچکتری از هواپیماهای ایرباس آ-۳۰۰ است. ساخت ایرباس ای-۳۱۰ به سفارش شرکت‌های سوئیس ایر و لوفت‌هانزا از سال ۱۹۷۸ آغاز شد و نخستین بار در ۱۴ فروردین ۱۳۶۲ (۳ آوریل ۱۹۸۲) به پرواز درآمد. نخستین نمونه تجاری آن یک سال بعد به شرکت هواپیمایی لوفتهانزا تحویل داده شد. ساخت این گونه هواپیما در سال ۱۹۹۸ متوقف شد. اخرین ایرباس۳۱۰ ساخته شده دنیا در اختیار شرکت هواپیمایی ایران ایرتور قرار دارد
| شرکت                              | تعداد | کشور                                           | نوع استفاده | تصویر       |
| --------------------------------- | ----- | ---------------------------------------------- | ----------- | ----------- |
| ایران ایرتور                      | ۴     |                                                | مسافربری    | تصویر ندارد |
| ایران ایر                         | ۱     |                                                | مسافربری    |             |
| هواپیمایی یزد                     | ۲     |                                                | مسافربری    |             |
| هواپیمایی آوا                     | ۱     |                                                | مسافربری    | تصویر ندارد |
| هواپیمایی آریانا                  | ۳     | افغانستان                                      | مسافربری    |             |
| هواپیمایی یو ال اس ایرلاینز کارگو | ۳     |                                                | کارگو       |             |
| نیروی هوایی اسپانیا               | ۳     | اسپانیا                                        | نظامی       | تصویر ندارد |
| نیروی هوایی کانادا                | ۲     | کانادا                                         | نظامی       | تصویر ندارد |
| اپراتورهای تشریفاتی               | ۱۶    | کانادا مغولستان اسپانیا پاکستان تایلند ایتالیا | تشریفاتی    |             |
| مجموع                             | ۳۵    |                                                |             |             |

در حال حاضر تنها دو کشور ایران و افغانستان از نسخه مسافربری ایرباس ای۳۱۰ بهره مند هستند.

## مشخصات فنی
| مدل                    | A310-200                                                                                     | A310-300                                                                                     |
| ---------------------- | -------------------------------------------------------------------------------------------- | -------------------------------------------------------------------------------------------- |
| تعداد خدمه             | دو نفر                                                                                       | دو نفر                                                                                       |
| طول                    | ۴۶٫۶۶ متر (153 ft 1 in)                                                                      | ۴۶٫۶۶ متر (153 ft 1 in)                                                                      |
| ارتفاع                 | ۱۵٫۸ متر (51 ft 10 in)                                                                       | ۱۵٫۸ متر (51 ft 10 in)                                                                       |
| فاصله دو بال           | ۴۳٫۹ متر (144 ft)                                                                            | ۴۳٫۹ متر (144 ft)                                                                            |
| مساحت بال              | ۲۱۹ متر مربع (2,360 sq ft)                                                                   | ۲۱۹ متر مربع (2,360 sq ft)                                                                   |
| Wing sweep             | ۲۸ °[verification needed]                                                                    | ۲۸ °[verification needed]                                                                    |
| ظرفیت با دو کلاس       | ۲۲۰ نفر مسافر (20F + 200Y)                                                                   | ۲۲۰ نفر مسافر (20F + 200Y)                                                                   |
| ظرفیت با یک کلاس       | 237Y 8-abreast                                                                               | 243Y 8-abreast / 265Y 9-abreast                                                              |
| حداکثر بار قابل حمل    | ۳۲٬۸۳۴ کیلوگرم (72,386 lb)                                                                   | ۳۷٬۲۹۳ کیلوگرم (82,216 lb)                                                                   |
| حداکثر وزن تیک‌آف(MTOW) | ۱۴۴٬۰۰۰ کیلوگرم (317,465 lb)                                                                 | ۱۶۴٬۰۰۰ کیلوگرم (361 557 lb)                                                                 |
| حداکثر وزن فرود MLW    | ۱۲۲٬۰۰۰ کیلوگرم (268,963 lb)                                                                 | ۱۲۴٬۰۰۰ کیلوگرم (273,372 lb)                                                                 |
| وزن خالی               | ۱۱۲٬۰۰۰ کیلوگرم (246,917 lb)                                                                 | ۱۱۶٬۵۰۰ کیلوگرم (256,838 lb)                                                                 |
| OEW                    | CF6—80: 79,207 kg (174,619 lb), JT9D: 77,397 kg (170,631 lb), PW4000: 79,166 kg (174,528 lb) | CF6—80: 79,207 kg (174,619 lb), JT9D: 77,397 kg (170,631 lb), PW4000: 79,166 kg (174,528 lb) |
| حداکثر سوخت            | 61,070 L ۱۶٬۱۳۲گالن آمریکایی                                                                 | 61,070 L ۱۶٬۱۳۲گالن آمریکایی                                                                 |
| سرعت پیمایشی           | ماخ 0.8 (459 kn)                                                                             | ماخ 0.8 (459 kn)                                                                             |
| حداکثر سرعت            | ماخ 0.84 (482 kn)                                                                            | ماخ 0.84 (482 kn)                                                                            |
| ارتفاع مجاز            | 41 100 ft. (12 530 m)                                                                        | 41 100 ft. (12 530 m)                                                                        |
| نیروی پیشران           | 20,380–25,740 decanewtons (45,800–57,900 lbf)                                                | 20,380–25,740 decanewtons (45,800–57,900 lbf)                                                |
| موتورها                | JT9D-7R4 / GE CF6-80                                                                         | JT9D-7R4E1 / PW4000 / CF6-80C2                                                               |
| برد پروازی             | ۳٬۵۰۰ مایل دریایی (6,500 km)                                                                 | ۵٬۱۵۰ مایل دریایی (9,540 km)                                                                 |

## جدول تخصیص مدل هواپیما[۴]
| مدل       | تاریخ گواهینامه | موتور                                     |
| --------- | --------------- | ----------------------------------------- |
| A310-203  | ۱۱ مارس ۱۹۸۳    | General Electric CF6-80A3                 |
| A310-203C | ۲۷ نوامبر ۱۹۸۴  | General Electric CF6-80A3                 |
| A310-204  | ۲۳ آوریل ۱۹۸۶   | General Electric CF6-80C2A2               |
| A310-221  | ۱۱ مارس ۱۹۸۳    | Pratt & Whitney JT9D-7R4D1                |
| A310-222  | ۲۲ سپتامبر ۱۹۸۳ | Pratt & Whitney JT9D-7R4E1                |
| A310-304  | ۱۱ مارس ۱۹۸۶    | General Electric CF6-80C2A2               |
| A310-308  | ۵ ژوئن ۱۹۹۱     | General Electric CF6-80C2A8 or CF6-80C2A2 |
| A310-322  | ۵ دسامبر ۱۹۸۵   | Pratt & Whitney JT9D-7R4E1                |
| A310-324  | ۲۷ مه ۱۹۸۷      | Pratt & Whitney PW4152                    |
| A310-325  | ۶ مارس ۱۹۹۲     | Pratt & Whitney PW4156A                   |

## مدل‌ها
- A310-200 مدل پایه مسافربری
- A310-200C مدل مسافربری با امکان تغییر کاربری به ترابری
- A310-300 با بهینه‌سازی مصرف سوخت و افزایش محدوده پرواز

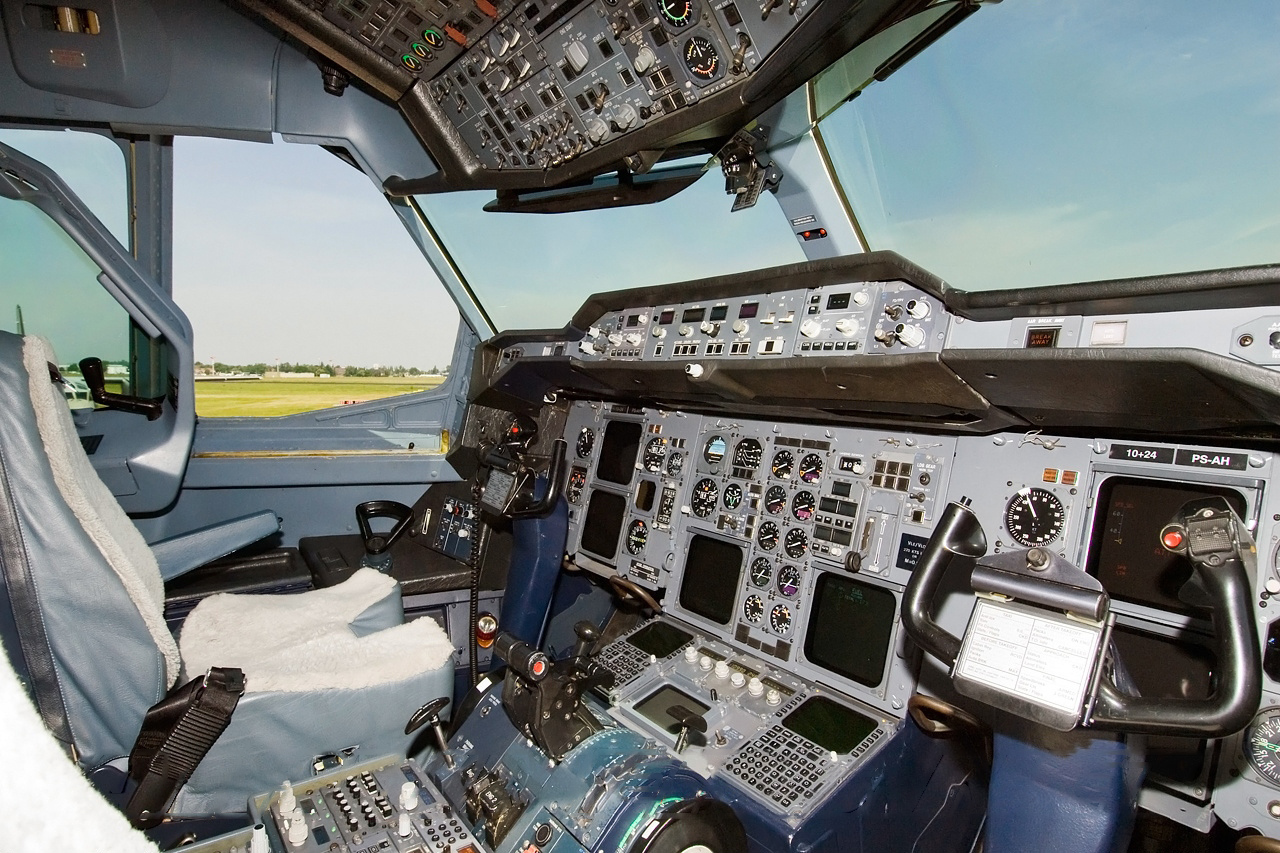
کابین خلبان

- کابین خلبانA310-300ER با باک بنزین اضافی برای افزایش طول پرواز